# Leknín bílý
Leknín bílý (Nymphaea alba) je vodní rostlina z rodu leknín, která roste v mírně tekoucích i stojatých vodách rybníků. Roste nejen na území Česka. V Evropě roste na sever až do Skotska a Skandinávie, na východ až k řece Donu, na jih až do Řecka, roste také v severní Africe, Asii, na Kavkaze, v Palestině a Kašmíru. Leknín bílý je vytrvalá, ozdobná, ohrožená vodní bylina, která je v České republice zákonem chráněná.

## Popis
Lekníny jsou rostliny velmi staré. Jejich zkamenělé otisky se našly už v křídovém útvaru. Leknín bílý je podobný leknínu bělostnému, dříve byly oba tyto druhy leknínu považovány za jediný druh a teprve český botanik Presl je správně rozlišil.[zdroj?]

### Kořen
Leknín bílý zakořeňuje v bahně rybníků, tůní a ostatních vodních plochách. Kořenem je oddenek, který může být dlouhý až 1 m. Oddenek přežívá zimu s kořeny v půdě dna. Na jaře z něj vyrůstají nové listy a květy. Při rašení se množí právě dělením oddenků.

### Listy
Dlouze řapíkaté, palistnaté listy vyrůstají společně s dlouhými bezlistými květními stopkami z oddenku. Řapík je prostoupený vzdušnými kanálky. Čepel je nadnášena na hladinu vody dutinami vyplněnými vzduchem. Dutiny jsou umístěny uvnitř listů, ale i ve stopkách květů. Listové čepele jsou celokrajné, okrouhle elipsovité a kožovité. Žilnatina listové čepele je k okraji třikrát pravoúhle vidličnatá se vzájemně souvisejícími žilkami. Na tmavozeleném líci listů jsou průduchy, které bývají ucpané slizem. Rub listů je však světle zelený. Na podzim listy uhynou.

### Květy

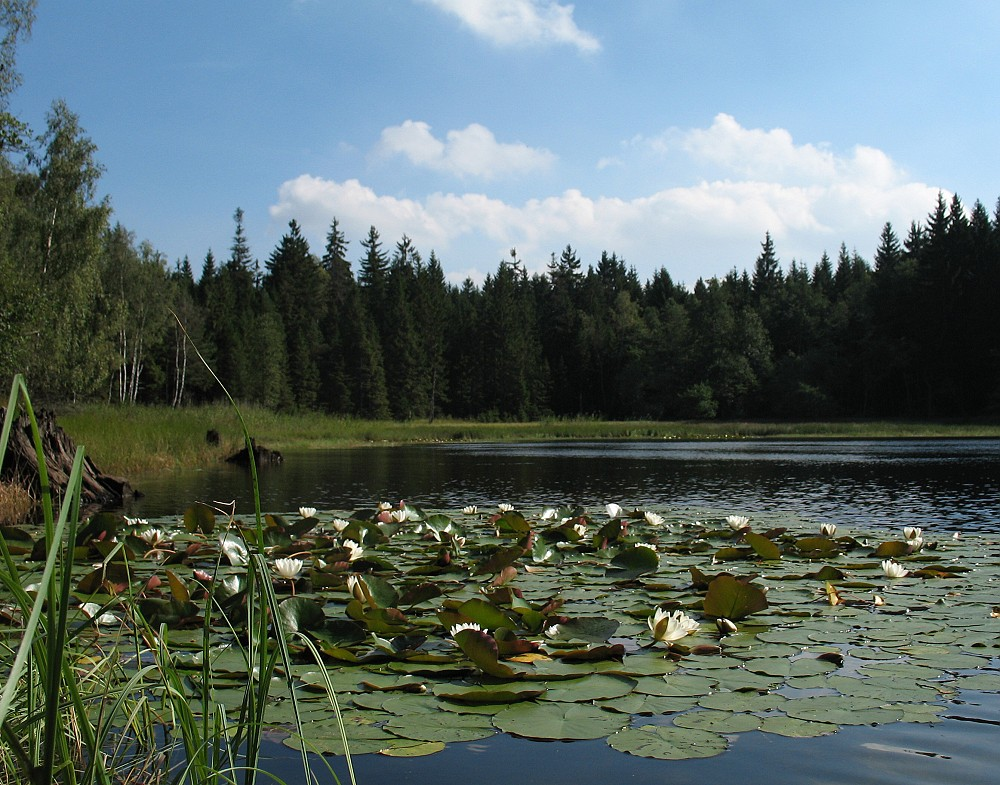
Lekníny na hladině Velkého Jedlovského rybníka, Lužické hory

Květní diagram leknínu bílého.

Květy jsou mnohočetné, pravidelné, dvouobalné. Zelený kalich má 4 opadavé lístky, kališní lístky jsou uvnitř bílé a na vnější straně zelené. Koruna je tvořena dlouhými, vejčitě protáhlými, mírně zašpičatělými, bílými celokrajnými lístky, jež na vnější straně přesahují kalich. Svrchní pestík je až téměř nahoru porostlý tyčinkami. Prašníky jsou žluté cyklicky uspořádané na semeníku. Kvete od června do srpna.

### Plody
Plodem je podvodní dužnatá tobolka obsahující četná semena. Semena jsou roznášena vodou a vodním ptactvem. Semena přezimují pod vodou.

## Význam
V lékařství se dříve využíval především oddenek („kořen"), někdy i květ a semeno. Renesanční lékař Pietro Mattioli ve svém herbáři napsal: „Pití odvaru kořene z bílého lekna krotí v člověku bujnost těla; totéž působí i semeno." Také později byl leknín užíván ve formě speciálních farmaceutických přípravků  jako prostředek ke snížení pohlavní předrážděnosti. Pro výrazné sedativní působení může být využit i jako kardiosedativum nebo antiepileptikum. V lidovém léčitelství se květy i oddenky používaly proti kašli a mnoha dalším chorobám.
Oddenky leknínu byly využívány v barvířství jako zdroj černého barviva, které sloužilo k barvení sukna, plátna i vlněných látek. Pro obsah 
kyseliny duběnkové (gallové) a tříslovin se používaly také při vydělávání kůží. V oddencích je mnoho škrobu, a proto je lidé v některých zemích i pojídali nebo jimi krmili vepře.

## Výsadba leknínů
Lekníny spotřebují mnoho živin, proto je vysazujte do velkých, aspoň 15 cm hlubokých košů se štěrbinami, které se pak vkládají do pevných nádob.
Lekníny se přesazují na jaře, aby mohly zakořenit před obdobím vegetačního klidu.

### Postup
Položte leknín na substrát v košíku a na kořeny nasypte další substrát až k vrcholu košíku.
Povrch substrátu zakryjte vrstvou promytého štěrku nebo malých oblázků, až když jej ponoříte do vody. Do ploché mísy, do které vložíte nádobu s lekníny, také vložte cihly, aby se mohla v jezírku ponořit do hloubky vhodné pro pěstování a růst leknínů. Ponořte nádobu s lekníny pod hladinu a postavte ji na cihly v ploché míse. Ničím už ji nezatěžkávejte. Je-li leknín správně vysazený, zakoření a jeho listy velmi brzy vyplavou na vodní hladinu. Nové mladé rostliny vysaďte nejdříve do stínu.

## Kultivary
- Nymphaea alba 'Attraction'

Vyšlechtil Latour Marliac, který obdržel cenu Královské zahradnické společnosti v Anglii v r. 1912.
Květy jsou tmavě granátově červené, často mění svou barvu do různých odstínů podle osvětlení. Špičky korunních plátků jsou bílé.

- Nymphaea alba 'Darwin'

Vyšlechtil Latour Marliac. Má voňavé, nápadně velké vínově červené a někdy růžovofialové květy, bíle stříkané.

- Nymphaea alba 'Escarboucle'

Vyšlechtil Latour Marliac. Je to poměrně vzácný kultivar, protože jeho vývin i růst z oddenku je velmi pomalý, proto se špatně množí. Květ je svítivě jasně rumělkově červený.

- Nymphaea alba 'Froebeli'

Vyšlechtil G. Froebel. Je to vínově červený leknín, vhodný do malých jezírek. Kalich je ze čtyř lístků uspořádaných do kříže.

- Nymphaea alba 'Gloire du Temple'

Vyšlechtil Latour Marliac. Je plnokvětý bílý, má až 100 korunních lístků. Květy jsou choulostivé na prudký déšť. Vyznačuje se většími nároky na výživný substrát.

- Nymphaea alba 'Charles de Meurville'

Vyšlechtil Latour Marliac. Je to robustní červený až vínově červený leknín, na vnější straně korunních plátků bývá bělavý.

- Nymphaea alba 'James Brydon'

Vyšlechtil Dreer. Květy jsou plnokvěté, růžové, uvnitř jsou umístěny zářivě žluté tyčinky.

- Nymphaea alba 'Laydekeri Rosea'

Vyšlechtil Latour Marliac. Květ je nádherně růžový, tyčinky v květu jsou oranžové. Oddenek roste vzpřímeně, a proto se špatně množí řízkováním.

- Nymphaea alba 'Marliacea Chromatella'

Vyšlechtil Latour Marliac. Květ je krémově žlutý, má žluté tyčinky. Nápadné jsou listy, které mají výrazné kaštanově hnědé skvrny. Je mrazuvzdorný.